# Amphithalea
Amphithalea,  Rod grmov iz porodice mahunarki kojemu pripada ukupno 41 vrsta čije je područje ograničeno na provincije Cape u Južnoj Africi
Rod je smješten u tribus Podalyrieae, dio potporodice Faboideae.

## Vrste
1. Amphithalea alba Granby
2. Amphithalea axillaris Granby
3. Amphithalea biovulata (Bolus) Granby
4. Amphithalea bodkinii Dümmer
5. Amphithalea bowiei (Benth.) A.L.Schutte
6. Amphithalea bullata (Benth.) A.L.Schutte
7. Amphithalea cedarbergensis (Granby) A.L.Schutte
8. Amphithalea ciliaris Eckl. & Zeyh.
9. Amphithalea concava Granby
10. Amphithalea cuneifolia Eckl. & Zeyh.
11. Amphithalea cymbifolia (C.A.Sm.) A.L.Schutte
12. Amphithalea dahlgrenii (Granby) A.L.Schutte
13. Amphithalea ericifolia (L.) Eckl. & Zeyh.
14. Amphithalea esterhuyseniae (Granby) A.L.Schutte
15. Amphithalea flava (Granby) A.L.Schutte
16. Amphithalea fourcadei Compton
17. Amphithalea imbricata (L.) Druce
18. Amphithalea intermedia Eckl. & Zeyh.
19. Amphithalea micrantha (E.Mey.) Walp.
20. Amphithalea minima (Granby) A.L.Schutte
21. Amphithalea monticola A.L.Schutte
22. Amphithalea muirii (Granby) A.L.Schutte
23. Amphithalea muraltioides (Benth.) A.L.Schutte
24. Amphithalea obtusiloba (Granby) A.L.Schutte
25. Amphithalea oppositifolia L.Bolus
26. Amphithalea ornata Boatwr. & J.C.Manning
27. Amphithalea pageae (L.Bolus) A.L.Schutte
28. Amphithalea perplexa Eckl. & Zeyh.
29. Amphithalea phylicoides Eckl. & Zeyh.
30. Amphithalea purpurea (Granby) A.L.Schutte
31. Amphithalea rostrata A.L.Schutte & B.-E.van Wyk
32. Amphithalea sericea Schltr.
33. Amphithalea speciosa Schltr.
34. Amphithalea stokoei L.Bolus
35. Amphithalea tomentosa (Thunb.) Granby
36. Amphithalea tortilis (E.Mey.) Steud.
37. Amphithalea villosa Schltr.
38. Amphithalea violacea (E.Mey.) Benth.
39. Amphithalea virgata Eckl. & Zeyh.
40. Amphithalea vlokii (A.L.Schutte & B.-E.van Wyk) A.L.Schutte
41. Amphithalea williamsonii Harv.

## Sinonimi
- Coelidium Vogel ex Walp.
- Cryphiantha Eckl. & Zeyh.
- Epistemum Walp.
- Heudusa E.Mey.
- Ingenhoussia E.Mey.
- Lathriogyna Eckl. & Zeyh.